# Шимановиці-Малі
Шимановиці-Малі (пол. Szymanowice Małe) — село в Польщі, у гміні Собене-Єзьори Отвоцького повіту Мазовецького воєводства.
Населення — 128 осіб (2011).
У 1975-1998 роках село належало до Седлецького воєводства.

## Демографія
Демографічна структура станом на 31 березня 2011 року:
|          | Загалом | Допрацездатний вік | Працездатний вік | Постпрацездатний вік |
| -------- | ------- | ------------------ | ---------------- | -------------------- |
| Чоловіки | 61      | 10                 | 43               | 8                    |
| Жінки    | 67      | 13                 | 38               | 16                   |
| Разом    | 128     | 23                 | 81               | 24                   |